# Olivier Siegelaar
Olivier Siegelaar (født 24. oktober 1986 i Haarlem, Holland) er en hollandsk roer.
Siegelaar vandt en bronzemedalje ved OL 2016 i Rio de Janeiro, som del af den hollandske otter. Den øvrige besætning i båden blev udgjort af Kaj Hendriks, Robert Lücken, Boaz Meylink, Boudewijn Röell, Dirk Uittenbogaard, Mechiel Versluis, Tone Wieten og styrmand Peter Wiersum. Han var også med i båden ved både OL 2008 i Beijing og ved OL 2012 i London, hvor hollænderne sluttede på henholdsvis 4. og 5. pladsen.
Siegelaar har gennem karrieren desuden vundet to VM-bronzemedaljer i otter, i henholdsvis 2009 og 2015.

## OL-medaljer
- 2016:  Bronze i otter